# Regine Hildebrandt
Regine Hildebrandt, nome de nascimento de Regine Radischewski; (Berlim, 26 de abril de 1941 – Woltersdorf, 26 de novembro de 2001) foi uma bióloga e política alemã.

## Vida
Regine Hildebrandt nasceu em 26 de abril de 1941 em Berlin-Mitte. Nos últimos anos da 2ª Guerra Mundial, a família deixou Berlim por causa dos bombardeios, mas retornou em 1945 para Berlim-Leste. Nos primeiros cinco, seis anos de sua idade escolar, Hildebrandt freqüentou, porém, a escola mais próxima em Berlim Oeste. Depois, seus pais optaram por transferi-la a uma escola da parte oriental de Berlim, a fim de não colocar em risco suas profissões. A Alemanha estava dividida em RFA e RDA. Após o término do Ensino Médio, Hildebrandt estudou Biologia na Universidade Berlinense de Humboldt, entre 1959 e 1964. Por ela não ter sido membro do FDJ (Freie Deutsche Jugend), sua candidatura aos estudos foi rejeitada na primeira vez. Através de uma inscrição complementar, Hildebrandt recebeu uma vaga de estudo e, em 1968, através de um plano de promoção para mulheres, pode fazer doutorado. Após a conclusão do curso, ela trabalhou 15 anos no controle de qualidade da VEB Berlin-Chemie (Indústria Farmacêutica de Berlim) e mais tarde transformou-se em Conselheira de Alimentação para diabéticos no Centro de Suporte aos Diabéticos. Em julho de 1996 tornou-se público que Regine Hildebrandt estava com câncer no seio, do qual ela sucumbiu em 2001.

## Política
Durante a fase de transformação nos últimos anos da RDA (República Democrática Alemã) em 1989, ela se engajou no movimento de oposição “Demokratie jetzt” (Democracia Já) e afiliou-se em 12 de outubro de 1989 ao então recém fundado Partido Social Democrata da RDA, partido que nesta data ainda era ilegal. Com as primeiras eleições livres da RDA, ela foi eleita deputada em março de 1990 para a Câmara Popular (o Parlamento da RDA). No primeiro governo eleito por eleições livres da RDA, Hildebrandt foi Ministra do Trabalho e Sociedade de abril a agosto de 1990, no gabinete do Primeiro Ministro Lothar de Maizière. Mais tarde ela foi eleita para o Diretório Federal do Partido Social Democrata da Alemanha reunificada.
No outono de 1990 ela entrou no Governo Estadual brandeburguês e lá foi Ministra do Trabalho, Sociedade, Saúde e Mulheres. Particularmente em Brandenburgo, mas também fora do país, Regine Hildebrandt tornou-se popular por sua política excepcionalmente aberta, próxima do povo, como também pelas freqüentes ocorrências não-diplomáticas. Depois que o Primeiro Ministro do Estado de Brandenburgo Manfred Stolpe entrou em uma coligação com a CDU (União Cristão-Democrata da Alemanha), no outono de 1999, Hildebrandt desligou-se do governo estadual. Em dezembro de 1999 e ainda em novembro de 2001 (pouco antes de sua morte) ela foi novamente eleita como a candidata mais votada para o Diretório Federal do SPD, mas seu estado de saúde piorou rapidamente.
Um dia depois do seu enterro no círculo familiar mais próximo, realizou-se a cerimônia fúnebre na St. Nikolaikirche, em Potsdam, na qual o então chanceler Schröder e o antigo presidente federal von Weizsäcker, além de representantes políticos de todos os partidos presentes na câmara federal participaram.

## Honras
Hildebrandt ganhou, entre outras coisas, a Goldene Henne (Galinha de Ouro) em 1997, prêmio dedicado aos favoritos da TV. Em 2001, a “Große Verdienstkreuz des Verdienstordens der Bundesrepublik Deutschland” (O maior ordem de honra entre as medalhas da República Federal Alemã) e o prêmio Fritz-Bauer-Preis, da Humanistischen Union. No ano de 1991 ela foi eleita a “Deutschlands Frau des Jahres” (mulher da Alemanha do ano).

## Crítica
O promotor público estadual abriu um inquérito contra ela e os colaboradores de seu Ministério por ter desrespeitado às normas orçamentárias.
Entretanto, os colaboradores terminaram absolvidos dos processos e as determinações contra ela foram arquivadas; mesmo assim ela foi repreendida pelo Parlamento Estadual brandeburguês.
Ela explicou que havia solicitado aos seus colaboradores para “trabalharem no limite da legalidade” em favor dos necessitados. A federação dos contribuintes criticou-a, porque projetos sociais tornar-se-iam mal controlados e então os impostos seriam desperdiçados.

## Literatura
- Kathrin Finke, Rainer Karchniwy: „Erzählt mir doch nich, dasset nich jeht!“. Erinnerungen an Regine Hildebrandt. mdv, Halle (Saale) 2002, 7. Auflage, ISBN 3-89812-155-0
- Schütt, Hans Dieter: Ich seh doch, was hier los ist. Regine Hildebrandt. Biographie. Aufbau TB, Berlin 2007, 342 S., 21 Abb., ISBN 978-3-7466-2341-2, (Resenha no jornal Tagesspiegel)